# Équipe de France féminine de basket-ball en 1947
L'équipe de France de basket-ball en 1947

## Les matches
| Date              | Lieu      | Adversaire | Score   | Compétition | Meilleures marqueuse (France) |
| 15 mars 1947      | Paris     | Belgique   | V 28-24 | A           | Irène Dischel (10)            |
| 13 septembre 1947 | Bruxelles | Belgique   | D 35-22 | A           | Monique Ballue (12)           |

D : défaite, V : victoire
A : Amical

## L'équipe
- Sélectionneur :
- Assistants :

| Poste | Joueuse                    | Nombre matchs | Nombre points | Club(s) 1947             |
| -     | Monique Balue              | 2             | 18            | Massilia                 |
| -     | Annie Chevalier            | 2             | 6             | AS Delles                |
| -     | Anne-Marie Colchen         | 2             | 2             | Le Havre                 |
| -     | Simone Deleyre             | 1             | 0             | Nice Sports              |
| -     | Irène Dreschel             | 1             | 10            | AS Strasbourg            |
| -     | Colette Ducos de la Haille | 1             | 2             | Stade Français           |
| -     | Simone Fourgnaud           | 2             | 4             | Lutèce                   |
| -     | Simone Hennape             | 2             | 0             | US Métro                 |
| -     | Jacqueline Langlois        | 1             | 0             | Lutèce                   |
| -     | Ginette Merle              | 1             | 4             | Fémina Sport Montpellier |
| -     | Annie Ouf                  | 1             | 0             | Pau                      |
| -     | Arlette Reni               | 2             | 4             | CO Paris                 |
| -     | Odette Van Belle           | 1             | 0             | Lille Olympique          |
| -     | Geogette Venitien          | 1             | 0             | US Métro                 |

## Sources et références
- CD-rom : 1926-2003 Tous les matchs des équipes de France édité par la FFBB.